# Copa Libertadores
Copa Libertadores de América, också känd som Copa Conmebol Libertadores Bridgestone, är en fotbollsturnering, arrangerad av CONMEBOL.
Den var tidigare känd som Copa Toyota Libertadores och Copa Santander Libertadores. Toyotas sponsring av cupen går tillbaka i tiden till 1991. Fram till 2007 hette turneringen det förstnämnda, och från och med 27 september 2007 var det den spanska banken "Banco Santander" som sponsrade turneringen fram till 2012, då Bridgestone blev huvudsponsor.
Turneringen grundades 1960 och segraren har årligen representerat Sydamerika i Interkontinentalcupen, som från och med 2005 blivit VM i fotboll för klubblag.

## Historia
Den första upplagan spelades 1960, där Peñarol från Uruguay blev mästare.
I början hette turneringen Copa Campeones de América ("Amerikas mästarcup") och då deltog bara mästarklubbar, men sedan 1965 då turneringen bytte namn till Copa Libertadores de América får fler lag delta. Nuförtiden har varje land, förutom Brasilien och Argentina som har två extraplatser vardera, tre deltagare och dessutom har regerande mästaren en friplats.
1998 ändras återigen namnet på turneringen då japanska Toyota blir officiell sponsor.
Samma år börjar lag från Mexiko, som tillhör Concacaf att delta.
Fram till 2004 fick lag från Mexiko och Venezuela kvala in för spel i Copa Libertadores. 2017 blev cupen helt sydamerikansk igen då mexikanska lag ej längre kvalar in.

## Vinnare genom åren
Vinnarens resultat står först.
| Säsong    | Vinnare            | Finalist                | Resultat       | Resultat       | Resultat              |
| Säsong    | Vinnare            | Finalist                | Match 1        | Match 2        | Match 3               |
| 1960–1969 | 1960–1969          | 1960–1969               | 1960–1969      | 1960–1969      | 1960–1969             |
| --------- | ------------------ | ----------------------- | -------------- | -------------- | --------------------- |
| 1960      | Peñarol            | Olimpia                 | 1–0            | 1–1            | i.u.                  |
| 1961      | Peñarol            | Palmeiras               | 1–0            | 1–1            | i.u.                  |
| 1962      | Santos             | Peñarol                 | 2–1            | 2–3            | 3–0                   |
| 1963      | Santos             | Boca Juniors            | 3–2            | 2–1            | i.u.                  |
| 1964      | Independiente      | Nacional                | 0–0            | 1–0            | i.u.                  |
| 1965      | Independiente      | Peñarol                 | 1–0            | 1–3            | 4–1                   |
| 1966      | Peñarol            | River Plate             | 2–0            | 2–3            | 4–2 (e.f.)            |
| 1967      | Racing             | Nacional                | 0–0            | 0–0            | 2–1                   |
| 1968      | Estudiantes        | Palmeiras               | 2–1            | 1–3            | 2–0                   |
| 1969      | Nacional           | Estudiantes             | 0–1            | 2–0            | i.u.                  |
| 1970–1979 |                    |                         |                |                |                       |
| 1970      | Estudiantes        | Peñarol                 | 1–0            | 0–0            | i.u.                  |
| 1971      | Nacional           | Estudiantes             | 0–1            | 1–0            | 2–0                   |
| 1972      | Estudiantes        | Universitario           | 0–0            | 2–1            | i.u.                  |
| 1973      | Independiente      | Colo-Colo               | 1–1            | 0–0            | 2–1 (e.f.)            |
| 1974      | Independiente      | São Paulo               | 1–2            | 2–0            | 1–0                   |
| 1975      | Independiente      | Unión Española          | 0–1            | 3–1            | 2–0                   |
| 1976      | Cruzeiro           | River Plate             | 4–1            | 1–2            | 3–2                   |
| 1977      | Boca Juniors       | Cruzeiro                | 1–0            | 0–1            | 0–0 (e.f.) (5–4 str.) |
| 1978      | Boca Juniors       | Deportivo Cali          | 0–0            | 4–0            | i.u.                  |
| 1979      | Olimpia            | Boca Juniors            | 2–0            | 0–0            | i.u.                  |
| 1980–1989 |                    |                         |                |                |                       |
| 1980      | Nacional           | Internacional           | 0–0            | 1–0            | i.u.                  |
| 1981      | Flamengo           | Cobreloa                | 2–1            | 0–1            | 2–0                   |
| 1982      | Peñarol            | Cobreloa                | 0–0            | 1–0            | i.u.                  |
| 1983      | Grêmio             | Peñarol                 | 1–1            | 2–1            | i.u.                  |
| 1984      | Independiente      | Grêmio                  | 1–0            | 0–0            | i.u.                  |
| 1985      | Argentinos Juniors | América                 | 1–0            | 0–1            | 1–1 (e.f.) (5–4 str.) |
| 1986      | River Plate        | América                 | 2–1            | 1–0            | i.u.                  |
| 1987      | Peñarol            | América                 | 0–2            | 2–1            | 1–0 (e.f.)            |
| Säsong    | Vinnare            | Finalist                | Resultat       | Resultat       | Resultat              |
| Säsong    | Vinnare            | Finalist                | Match 1        | Match 2        | Totalt                |
| 1988      | Nacional           | Newell's Old Boys       | 0–1            | 3–0            | 3–1                   |
| 1989      | Atlético Nacional  | Olimpia                 | 2–0            | 0–2            | 2–2 (5–4 str.)        |
| 1990–1999 |                    |                         |                |                |                       |
| 1990      | Olimpia            | Barcelona               | 2–0            | 1–1            | 3–1                   |
| 1991      | Colo-Colo          | Olimpia                 | 0–0            | 3–0            | 3–0                   |
| 1992      | São Paulo          | Newell's Old Boys       | 0–1            | 1–0            | 1–1 (3–2 str.)        |
| 1993      | São Paulo          | Universidad Católica    | 5–1            | 0–2            | 5–3                   |
| 1994      | Vélez Sársfield    | São Paulo               | 1–0            | 0–1            | 1–1 (5–3 str.)        |
| 1995      | Grêmio             | Atlético Nacional       | 3–1            | 1–1            | 4–2                   |
| 1996      | River Plate        | América                 | 0–1            | 2–0            | 2–1                   |
| 1997      | Cruzeiro           | Sporting Cristal        | 0–0            | 1–0            | 1–0                   |
| 1998      | Vasco da Gama      | Barcelona               | 2–0            | 2–1            | 4–1                   |
| 1999      | Palmeiras          | Deportivo Cali          | 0–1            | 2–1            | 2–2 (4–3 str.)        |
| 2000–2009 |                    |                         |                |                |                       |
| 2000      | Boca Juniors       | Palmeiras               | 2–2            | 0–0            | 2–2 (4–2 str.)        |
| 2001      | Boca Juniors       | Cruz Azul               | 1–0            | 0–1            | 1–1 (3–1 str.)        |
| 2002      | Olimpia            | São Caetano             | 0–1            | 2–1            | 2–2 (4–2 str.)        |
| 2003      | Boca Juniors       | Santos                  | 2–0            | 3–1            | 5–1                   |
| 2004      | Once Caldas        | Boca Juniors            | 0–0            | 1–1            | 1–1 (2–0 str.)        |
| 2005      | São Paulo          | Athletico Paranaense    | 1–1            | 4–0            | 5–1                   |
| 2006      | Internacional      | São Paulo               | 2–1            | 2–2            | 4–3                   |
| 2007      | Boca Juniors       | Grêmio                  | 3–0            | 0–2            | 3–2                   |
| 2008      | LDU Quito          | Fluminense              | 4–2            | 1–3 (e.f.)     | 5–5 (3–1 str.)        |
| 2009      | Estudiantes        | Cruzeiro                | 0–0            | 2–1            | 2–1                   |
| 2010–2019 |                    |                         |                |                |                       |
| 2010      | Internacional      | Guadalajara             | 2–1            | 3–2            | 5–3                   |
| 2011      | Santos             | Peñarol                 | 0–0            | 2–1            | 2–1                   |
| 2012      | Corinthians        | Boca Juniors            | 1–1            | 2–0            | 3–1                   |
| 2013      | Atlético Mineiro   | Olimpia                 | 0–2            | 2–0 (e.f.)     | 2–2 (4–3 str.)        |
| 2014      | San Lorenzo        | Nacional                | 1–1            | 1–0            | 2–1                   |
| 2015      | River Plate        | UANL                    | 0–0            | 3–0            | 3–0                   |
| 2016      | Atlético Nacional  | Independiente del Valle | 1–1            | 1–0            | 2–1                   |
| 2017      | Grêmio             | Lanús                   | 1–0            | 2–1            | 3–1                   |
| 2018      | River Plate        | Boca Juniors            | 2–2            | 3–1 (e.f.)     | 5–3                   |
| Säsong    | Vinnare            | Finalist                | Resultat       | Resultat       | Resultat              |
| 2019      | Flamengo           | River Plate             | 2–1            | 2–1            | 2–1                   |
| 2020–2029 |                    |                         |                |                |                       |
| 2020      | Palmeiras          | Santos                  | 1–0            | 1–0            | 1–0                   |
| 2021      | Palmeiras          | Flamengo                | 00002–1 (e.f.) | 00002–1 (e.f.) | 00002–1 (e.f.)        |
| 2022      | Flamengo           | Athletico Paranaense    | 1–0            | 1–0            | 1–0                   |
| 2023      | Fluminense         | Boca Juniors            | 00002–1 (e.f.) | 00002–1 (e.f.) | 00002–1 (e.f.)        |
| 2024      |                    |                         | –              | –              | –                     |

## Finaler per klubb
Nedanstående tabell presenterar det sammanlagda antalet finalvinster och -förluster per klubb av Copa Libertadores.
| Nr | Klubb              | Vinster | Förluster | Vinstår                                  | Förlustår                          |
| -- | ------------------ | ------- | --------- | ---------------------------------------- | ---------------------------------- |
| 1  | Independiente      | 7       | 0         | 1964, 1965, 1972, 1973, 1974, 1975, 1984 | –                                  |
| 2  | Boca Juniors       | 6       | 6         | 1977, 1978, 2000, 2001, 2003, 2007       | 1963, 1979, 2004, 2012, 2018, 2023 |
| 3  | Peñarol            | 5       | 5         | 1960, 1961, 1966, 1982, 1987             | 1962, 1965, 1970, 1983, 2011       |
| 4  | River Plate        | 4       | 3         | 1986, 1996, 2015, 2018                   | 1966, 1976, 2019                   |
| 5  | Estudiantes        | 4       | 1         | 1968, 1969, 1970, 2009                   | 1971                               |
| 6  | Olimpia            | 3       | 4         | 1979, 1990, 2002                         | 1960, 1989, 1991, 2013             |
| 7  | Palmeiras          | 3       | 3         | 1999, 2020, 2021                         | 1961, 1968, 2000                   |
| 7  | São Paulo          | 3       | 3         | 1992, 1993, 2005                         | 1974, 1994, 2006                   |
| 7  | Nacional           | 3       | 3         | 1971, 1980, 1988                         | 1964, 1967, 1969                   |
| 10 | Grêmio             | 3       | 2         | 1983, 1995, 2017                         | 1984, 2007                         |
| 10 | Santos             | 3       | 2         | 1962, 1963, 2011                         | 2003, 2020                         |
| 12 | Flamengo           | 3       | 1         | 1981, 2019, 2022                         | 2021                               |
| 13 | Cruzeiro           | 2       | 2         | 1976, 1997                               | 1977, 2009                         |
| 14 | Atlético Nacional  | 2       | 1         | 1989, 2016                               | 1995                               |
| 14 | Internacional      | 2       | 1         | 2006, 2010                               | 1980                               |
| 16 | Colo-Colo          | 1       | 1         | 1991                                     | 1973                               |
| 17 | Fluminense         | 1       | 0         | 2023                                     | –                                  |
| 17 | San Lorenzo        | 1       | 0         | 2014                                     | –                                  |
| 17 | Atlético Mineiro   | 1       | 0         | 2013                                     | –                                  |
| 17 | Corinthians        | 1       | 0         | 2012                                     | –                                  |
| 17 | LDU Quito          | 1       | 0         | 2008                                     | –                                  |
| 17 | Once Caldas        | 1       | 0         | 2004                                     | –                                  |
| 17 | Vasco da Gama      | 1       | 0         | 1998                                     | –                                  |
| 17 | Vélez Sarsfield    | 1       | 0         | 1994                                     | –                                  |
| 17 | Argentinos Juniors | 1       | 0         | 1985                                     | –                                  |
| 17 | Racing             | 1       | 0         | 1967                                     | –                                  |